# Llista de peixos de Sèrbia

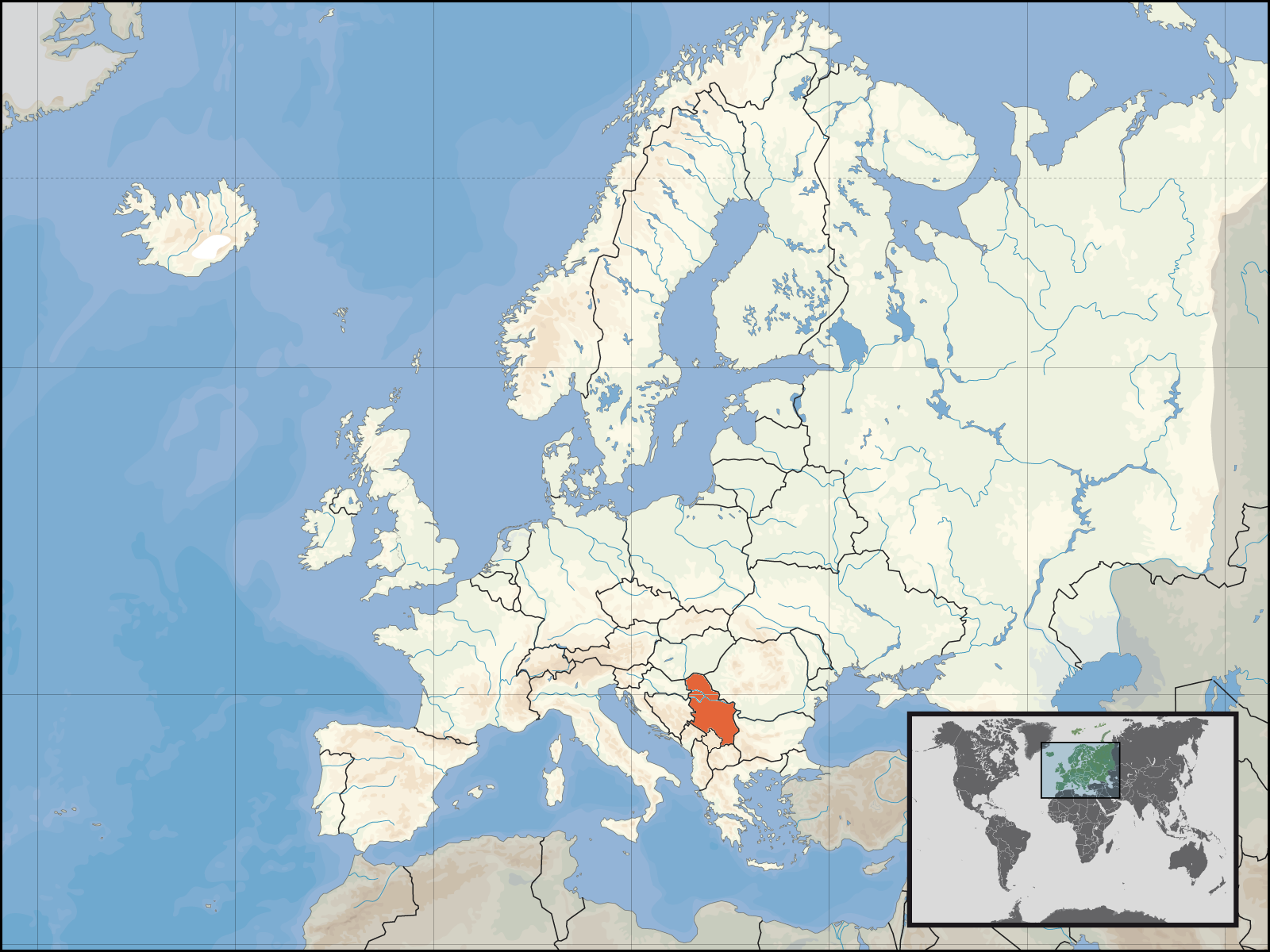
Localització de Sèrbia a Europa

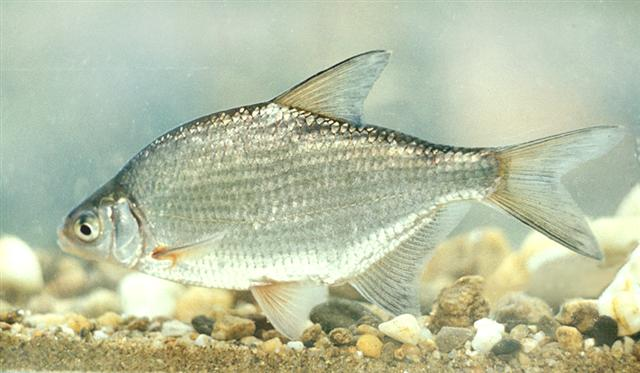
Blicca bjoerkna

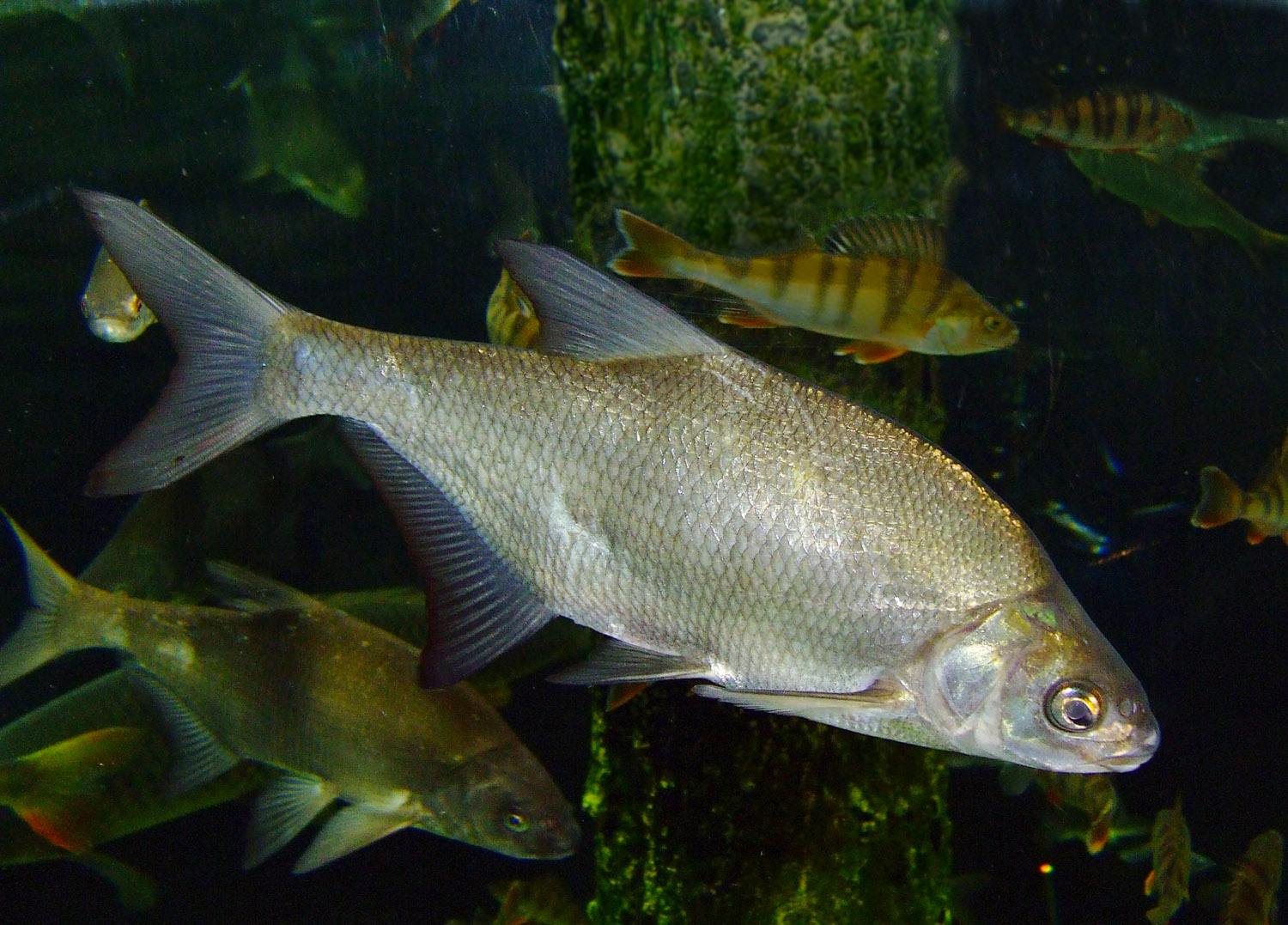
Brema (Abramis brama)

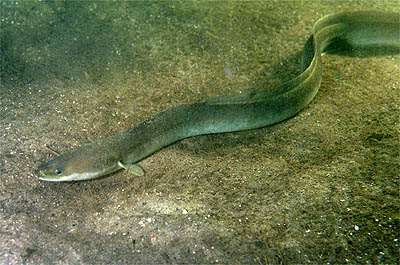
Anguila (Anguilla anguilla)

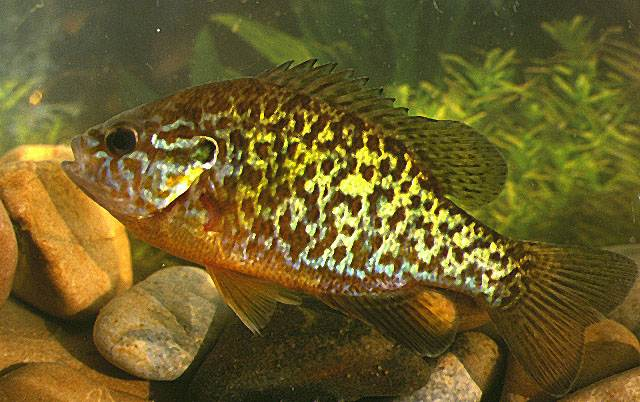
Peix sol (Lepomis gibbosus)

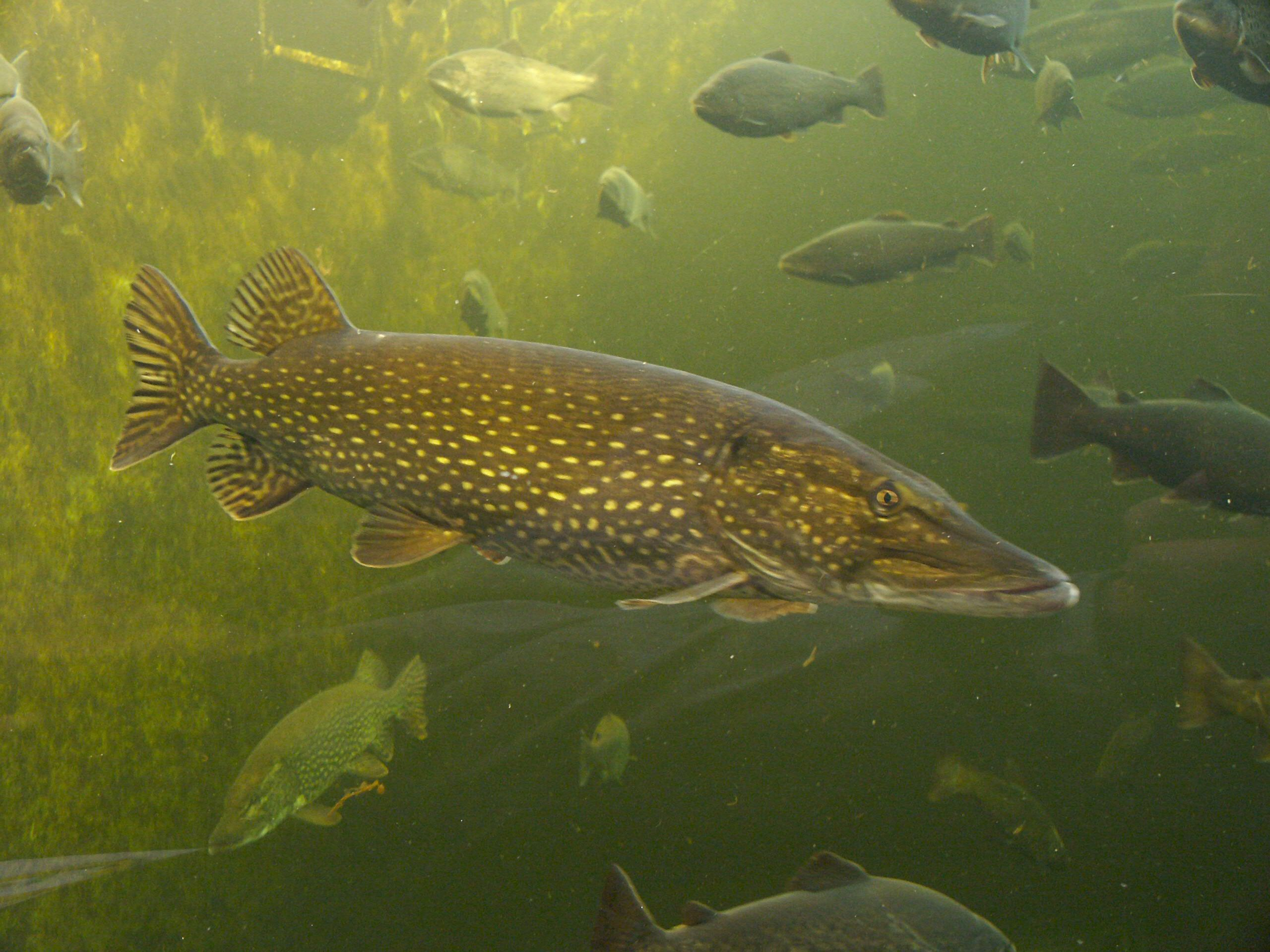
Lluç de riu (Esox lucius)

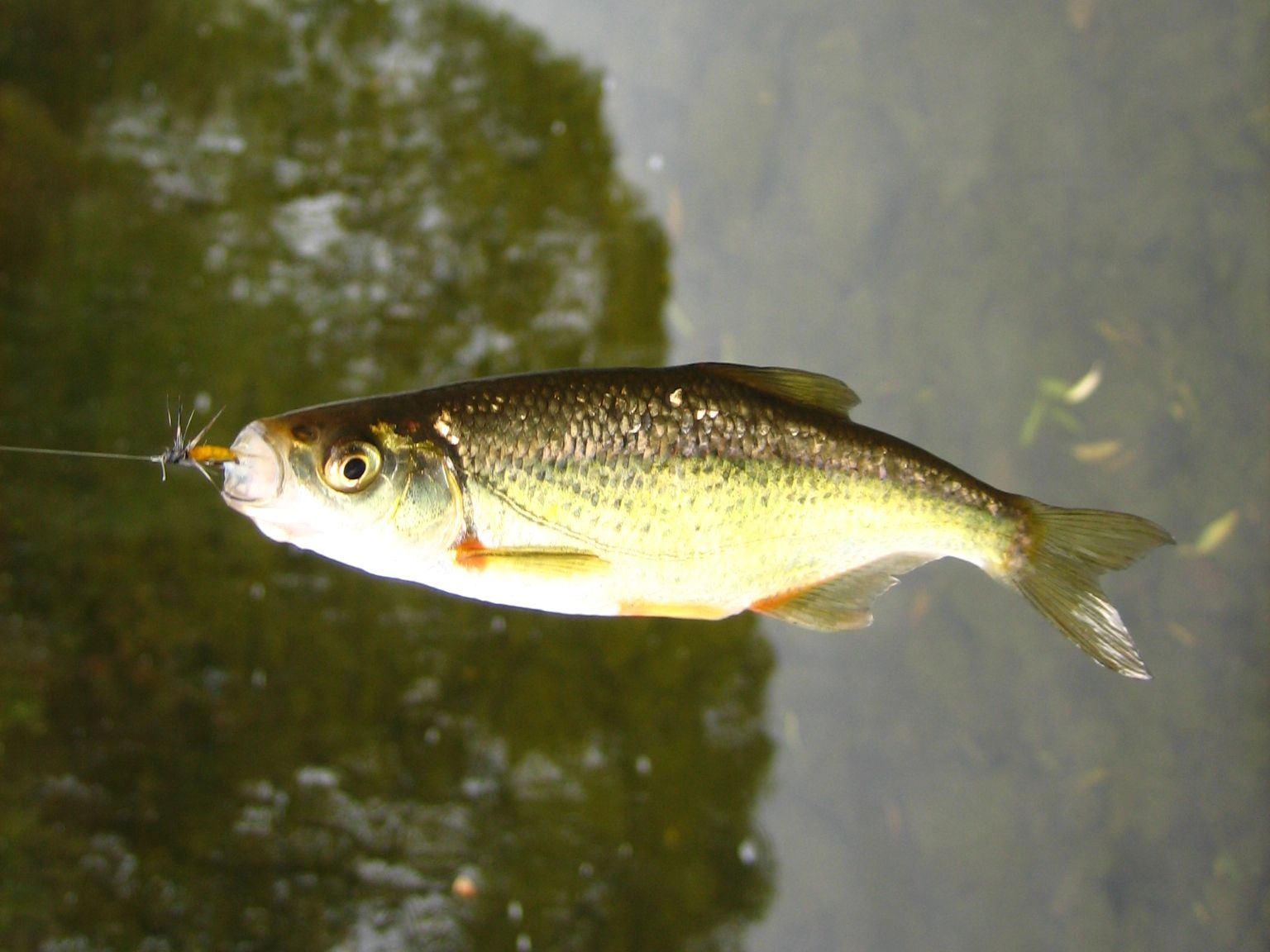
Alburnoides bipunctatus

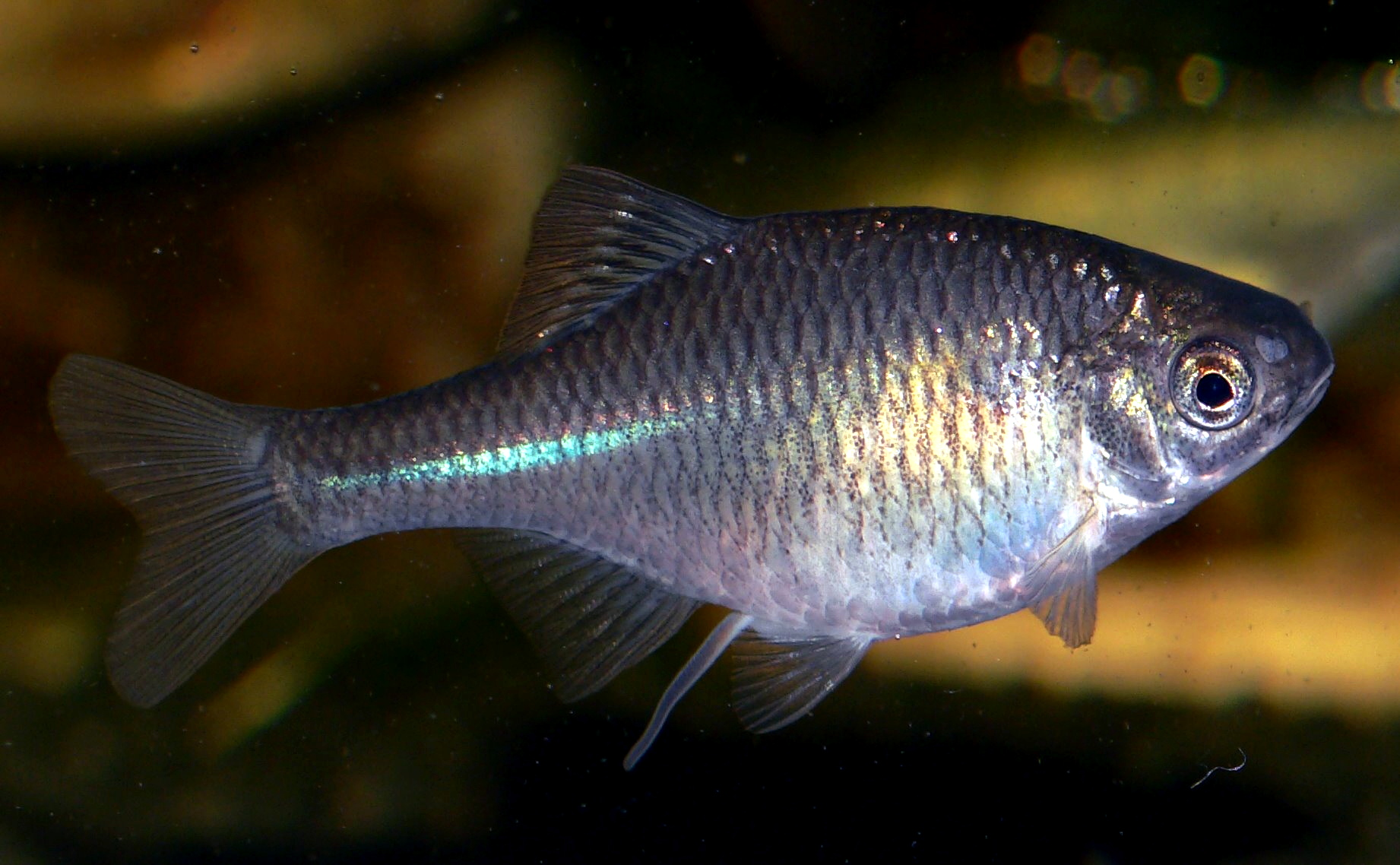
Ródeus (Rhodeus amarus)

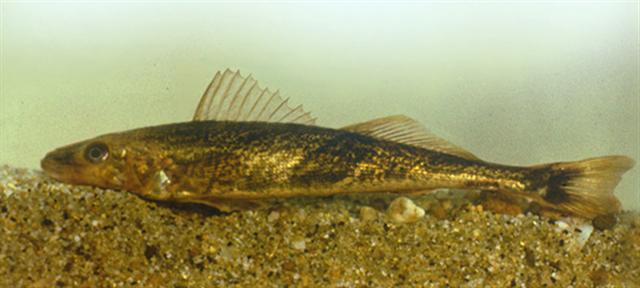
Zingel zingel

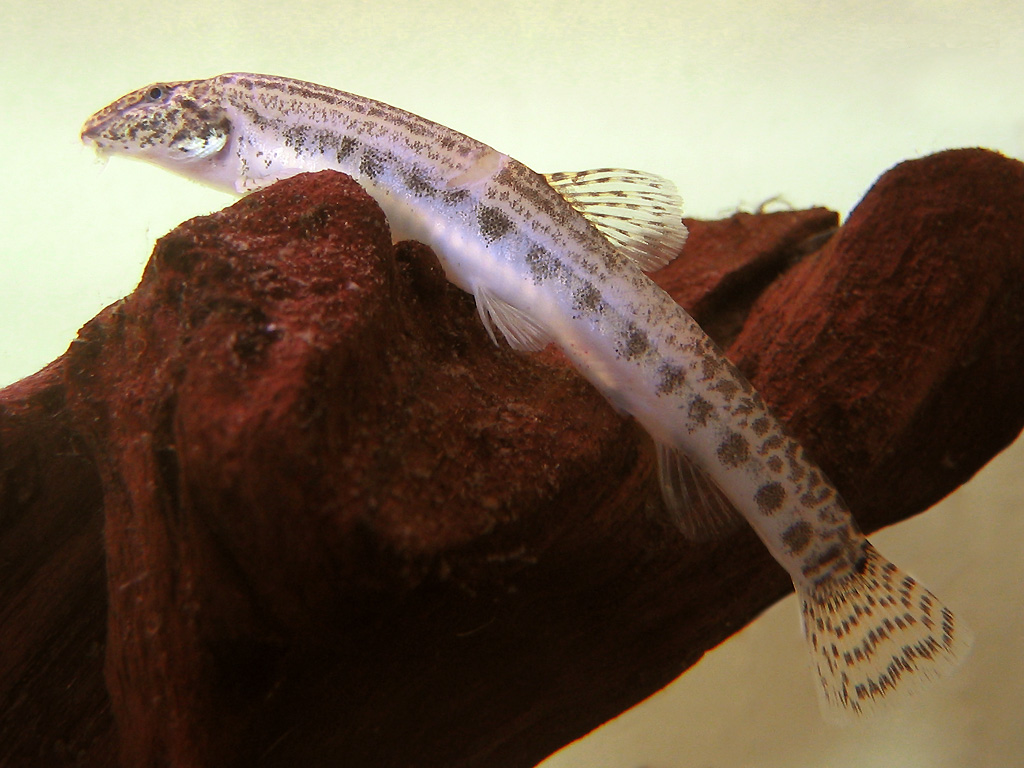
Gatet (Cobitis taenia)

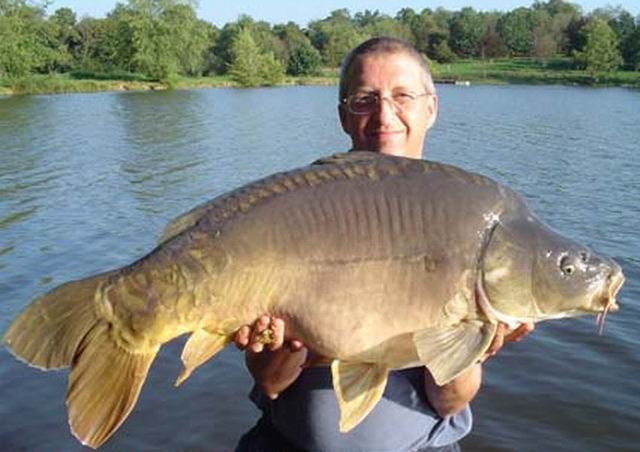
Carpa europea (Cyprinus carpio)

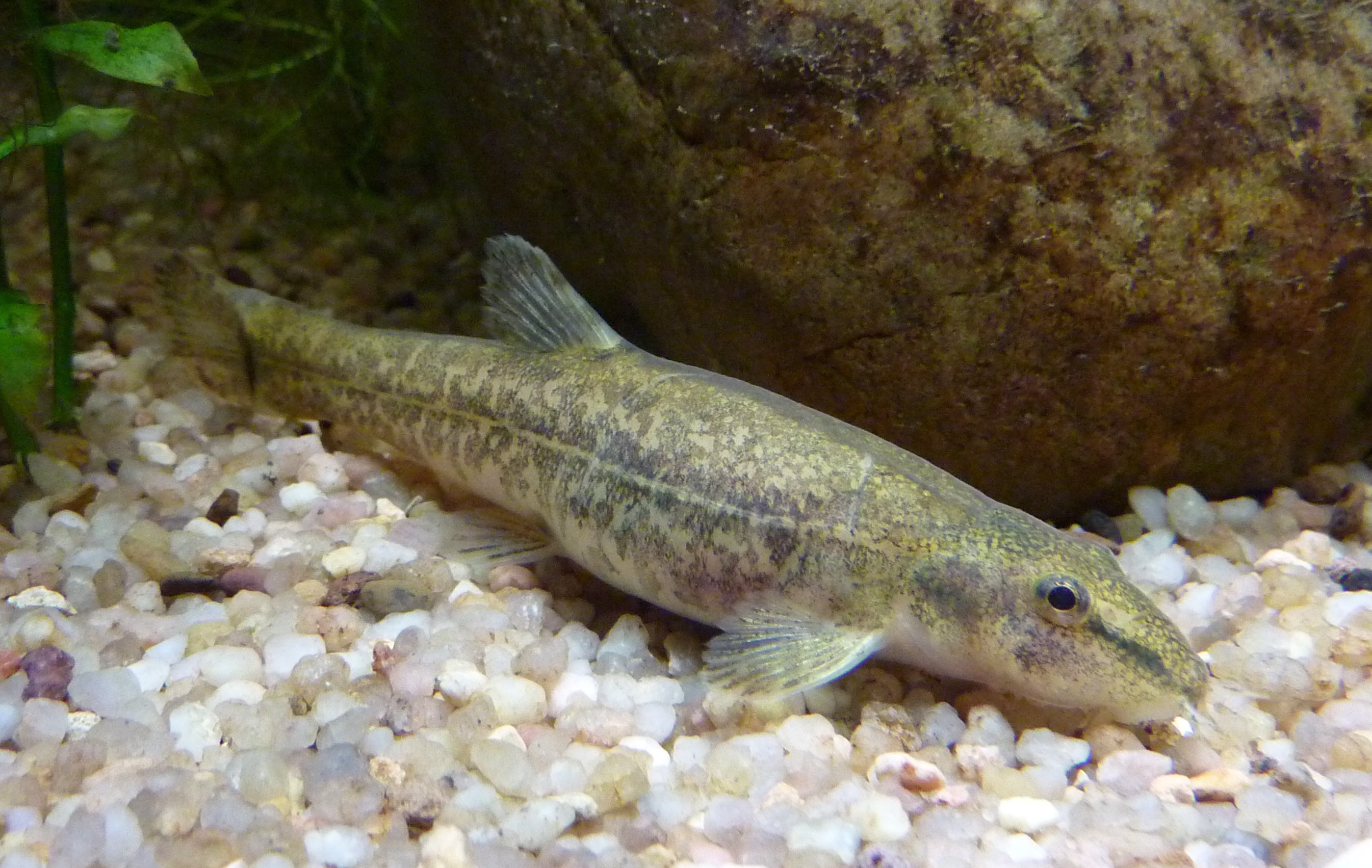
Llop de riu (Barbatula barbatula)

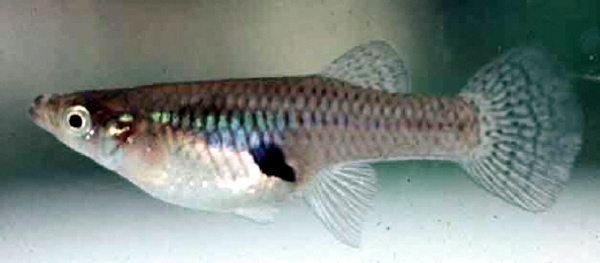
Gambúsia (Gambusia affinis)

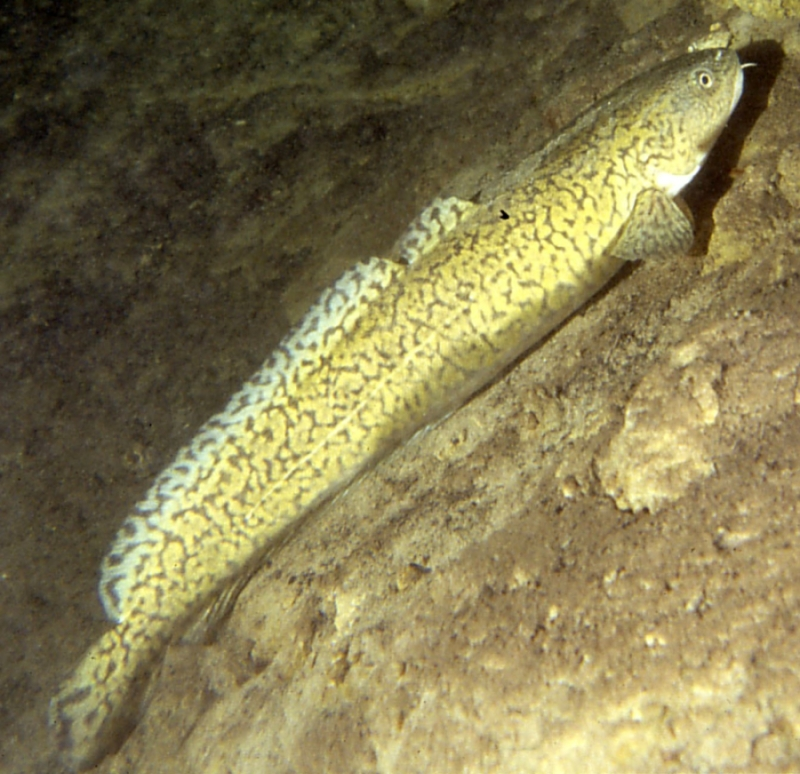
Lota (Lota lota)

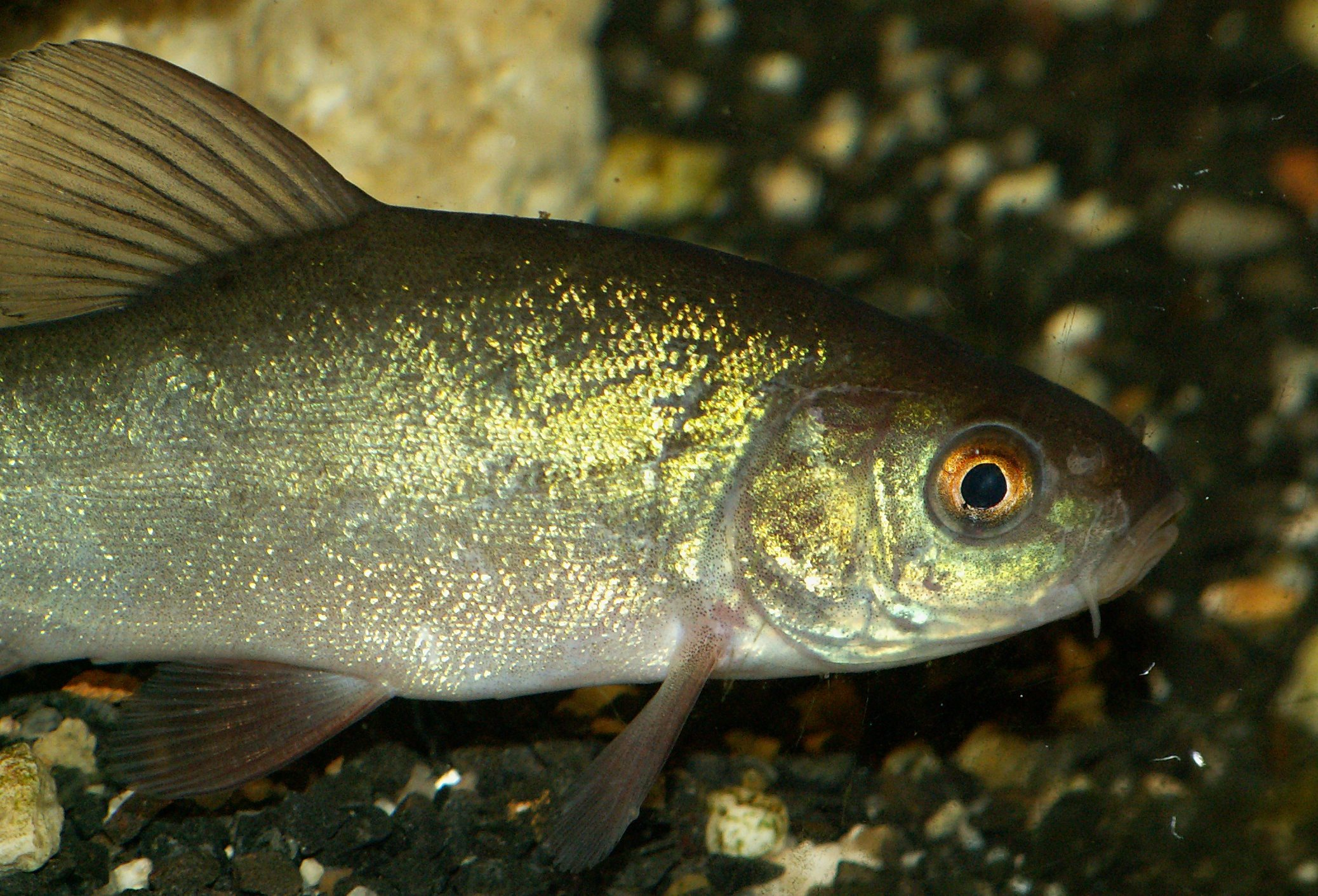
Tenca (Tinca tinca)

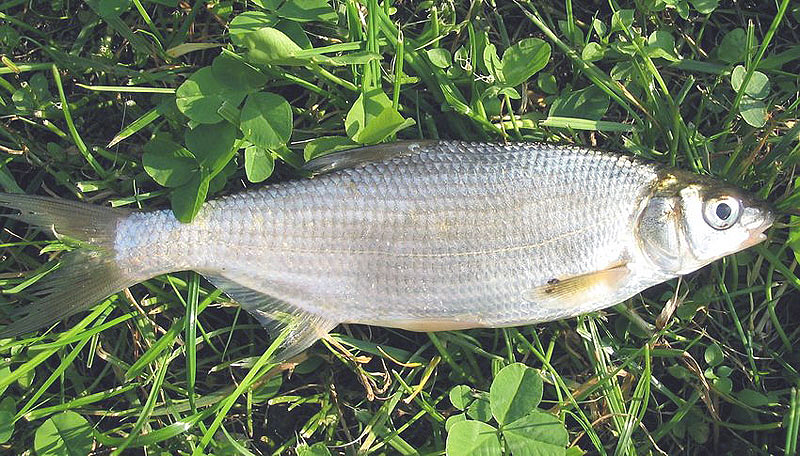
Vimba vimba

Aquesta llista de peixos de Sèrbia -incompleta- inclou 95 espècies de peixos que es poden trobar a Sèrbia ordenades per l'ordre alfabètic de llur nom científic.

## A
- Abramis brama
- Acipenser ruthenus
- Acipenser stellatus
- Acipenser sturio
- Alburnoides bipunctatus
- Alburnus alburnus
- Alburnus chalcoides
- Alosa agone
- Alosa immaculata
- Ameiurus melas[1]
- Ameiurus nebulosus
- Anguilla anguilla

## B
- Babka gymnotrachelus
- Ballerus ballerus
- Ballerus sapa
- Barbatula barbatula
- Barbus balcanicus
- Barbus barbus
- Barbus cyclolepis
- Barbus meridionalis
- Blicca bjoerkna

## C
- Carassius auratus
- Carassius carassius
- Carassius gibelio[2][3]
- Chondrostoma nasus
- Cobitis elongata
- Cobitis ohridana
- Cobitis taenia
- Coregonus lavaretus
- Coregonus oxyrinchus
- Coregonus peled[4]
- Cottus gobio
- Cottus poecilopus
- Ctenopharyngodon idella
- Cyprinus carpio

## E
- Esox lucius
- Eudontomyzon danfordi
- Eudontomyzon mariae
- Eudontomyzon stankokaramani
- Eudontomyzon vladykovi

## G
- Gambusia affinis
- Gobio gobio
- Gobius paganellus
- Gymnocephalus baloni
- Gymnocephalus cernua
- Gymnocephalus schraetser

## H
- Hucho hucho
- Hypophthalmichthys molitrix

## L
- Lepomis gibbosus
- Leucaspius delineatus
- Leuciscus aspius
- Leuciscus idus
- Leuciscus leuciscus
- Liza ramada
- Lota lota

## M
- Micropterus salmoides[5]
- Misgurnus fossilis
- Mugil cephalus
- Mylopharyngodon piceus

## N
- Neogobius fluviatilis
- Neogobius melanostomus

## O
- Oncorhynchus mykiss

## P
- Pachychilon pictum
- Pelecus cultratus
- Perca fluviatilis
- Phoxinus phoxinus
- Polyodon spathula[6][7]
- Pomatoschistus canestrinii
- Ponticola kessleri
- Proterorhinus marmoratus
- Pseudorasbora parva[8][9]
- Pungitius platygaster

## R
- Rhodeus amarus
- Romanogobio kesslerii
- Romanogobio uranoscopus
- Rutilus rutilus

## S
- Sabanejewia balcanica
- Sabanejewia bulgarica
- Salmo trutta
- Salmo visovacensis
- Salvelinus alpinus alpinus
- Salvelinus fontinalis
- Sander lucioperca
- Sander volgensis
- Sardina pilchardus
- Scardinius erythrophthalmus
- Silurus glanis
- Squalius cephalus
- Syngnathus abaster[10]

## T
- Thymallus thymallus
- Tinca tinca

## U
- Umbra krameri[11]

## V
- Vimba vimba

## Z
- Zingel streber
- Zingel zingel[12]